# Roland Barthes
Roland Barthes (Cherbourg, 12 de novembro de 1915 — Paris, 26 de março de 1980) foi um escritor, sociólogo, crítico literário, semiólogo e filósofo francês. 
Formado em Letras Clássicas em 1939 e Gramática e Filosofia em 1943 na Universidade de Paris, fez parte da escola estruturalista, influenciado pelo linguista Ferdinand de Saussure. Crítico dos conceitos teóricos complexos que circularam dentro dos centros educativos franceses nos anos 1950. Entre 1952 e 1959 trabalhou no Centre national de la recherche scientifique – CNRS.
Barthes usou a análise semiótica em revistas e propagandas, destacando seu conteúdo político. Dividia o processo de significação em dois momentos: denotativo e conotativo. Resumida e essencialmente, o primeiro tratava da percepção simples, superficial; e o segundo continha as mitologias, como chamava os sistemas de códigos que nos são transmitidos e são adotados como padrões. Segundo ele, esses conjuntos ideológicos eram às vezes absorvidos despercebidamente, o que possibilitava e tornava viável o uso de veículos de comunicação para a persuasão.
Foi diretor de estudos da "Escola de Altos Estudos e Ciências Sociais" e professor do Collège de France é um dos principais animadores do pós-estruturalismo e da semiologia linguística e fotográfica na França.

## Biografia

#### Primeiros anos e Juventude
Roland Barthes nasceu em 12 de novembro na cidade de Cherbourg da Normandia. Seu pai, oficial da marinha mercante Louis Barthes foi morto em batalha durante a Primeira Guerra Mundial no Mar do Norte, antes do primeiro aniversário de Barthes, em 26 de outubro de 1916. Sua mãe, Henriette Barthes, junto com seu tio e avô o criaram na vila de Urt e Bayonne. Quando completou 11 anos, sua família se mudou para Paris, não obstante sua ligação às suas raízes provinciais permaneceriam forte por toda sua vida.
Barthes demonstrou grande aptidão como estudante e passou o período de 1935 a 1939 estudando em Sorbonne, onde conquistou uma licenciatura em literatura clássica. Ele sofreu com tuberculose por todo esse período, o que com frequência tinha que ser tratado no isolamento de um sanatório. As repetitivas crises físicas fizeram com que sua carreira fosse descontínua, afetando seus estudos e habilidade de fazer testes qualificantes. Ele também foi dispensado dos serviços militares durante a Segunda Guerra Mundial.
Sua mãe, Henriette Binger, era protestante da burguesia intelectual. Seu avô materno foi o explorador Louis-Gustave Binger, que se tornou governador das colônias, e sua avó, Noémi, recebeu seu lugar no Panteão, em Paris. Seu pai foi mobilizado em 1914 como alferes. Roland Barthes passou sua infância em Bayonne até 1924, depois em Paris , onde estudou no Liceu Montaigne e, finalmente, no Liceu Luís o Grande. Obteve o bacharelado em 1934 e matriculou-se em clássicos na faculdade de letras da Universidade de Paris , onde ajudou a fundar o "Groupe de théâtre antique" (grupo de teatro antigo) da Sorbone e obteve sua licença em clássicos em 1939 (certificado de estudos gregos, certificado de estudos latinos, certificado de literatura francesa e história da filosofia).
Em 1934, após hemoptise, foi diagnosticado com uma lesão no pulmão esquerdo. Até 1949, seus estudos e depois sua vida profissional foram interrompidos por doenças e estadias em sanatórios na França e na Suíça. Em 1937, foi dispensado do serviço militar. Professor na escola secundária de Biarritz (1939-1940), depois nas escolas secundárias Voltaire e Buffon em Paris (1940-1941), ele também obteve seu diploma de pós-graduação em 1941com um livro de memórias sobre a tragédia grega. Durante suas estadas em um sanatório, levou uma rica vida intelectual, fez encontros decisivos (incluindo aquele, para sua formação política, de Georges Fournié, militante trotskista que o apresentou ao marxismo) e descobriu leituras fundamentais (Karl Marx, Jules Michelet e Jean-Paul Sartre). Publicou então seus primeiros textos.
Em 1943, obteve o certificado de gramática e filologia das línguas clássicas, o que lhe permitiu transformar a seu bacharelado em licenciatura. Em 1947, publicou na Revista Combat o primeiro dos textos que constituiriam seu livro "O marco zero da escrita".  As estadias profissionais no exterior também começaram nesse período: Bucareste (nomeado bibliotecário do Instituto Francês em 1947, mudou-se para a capital romena com a mãe e teve um caso com um professor de francês, Pierre Sirin), Alexandria (onde, professor de francês na universidade entre 1949 e junho de 1950, conhece Algirdas Julien Greimas e onde aprende linguística); esteve várias vezes em Marrocos desde 1963 (ensinou em Rabat em 1969-1970). Ele foi para os Estados Unidos pela primeira vez em 1958, como professor visitante no Colégio de Middlebury em Vermont e depois em Nova York no ano seguinte; voltou para lá em 1967 (sua amiga Susan Sontag disseminou suas ideias no mundo intelectual americano).

#### Vida acadêmica promissora
Em 1952, de volta a Paris, onde trabalhou no Ministério das Relações Exteriores , publicou "Le monde ou l'on catche" ("O mundo onde lutamos") na revista Esprit e continuou suas "Pequenas mitologias do mês" na Revista Combat depois na revista de Maurice Nadeau, As Novas Cartas. Seus textos curtos o tornaram conhecido e foram reunidos em um único volume em 1957. Mas seu primeiro ensaio, The Zero Degree of Writing (O marco zero da escrita), publicado em 1953, foi rapidamente considerado o manifesto de uma nova crítica preocupada com a lógica imanente do texto. Em 1954, publica um artigo marcante sobre Alain Robbe-Grillet. Naquela época, o teatro lhe interessava particularmente: durante a década de 1950, escreveu mais de oitenta artigos sobre teatro, publicados em várias revistas, e participou da fundação da revista Théâtre Populaire (Teatro Popular). Participou também da criação em 1961 da revista Communications  da qual foi editor-chefe entre 1975 e 1980, depois, nas décadas de 1960 e 1970, colaborou com a Revista Tel Quel.
Em 1962, entrou com Michel Foucault e Michel Deguy no primeiro conselho editorial da revista Critique, com Jean Piel que assumiu a direção da revista após a morte de Georges Bataille.
Em 1948, ele retornou ao trabalho puramente acadêmico, ganhando numerosos postos de curto período em Institutos pela França, Romênia e Egito. Durante esse tempo, ele contribuiu com o jornal parisiense de esquerda chamado Combat, do qual ele deu vida ao seu primeiro trabalho completo, chamado O marco zero da escrita (1953).
Em 1952, Barthes se situou no Centre Nacional de la Recherche Scientifique, onde estudou Lexicologia e sociologia. Durante seus sete anos presente, começou a escrever redações que se tornaram populares publicadas bimestralmente para a revista Les Lettres Nouvelles, onde desmantelava mitos da cultura popular (compilados na Coleção Mythologies que foi publicada em 1957). Consistindo em 54 resenhas, majoritariamente escritas entre 1954-1956, Mythologies foram reflexões acuradas da cultura popular francesa variando desde uma análise de detergente de sabão até uma dissecação sobre torneios de luta. Conhecendo pouco de inglês, Barthes deu aula no Middlebury College em 1957 e fez amizade com o futuro tradutor de suas obras, Richard Howard, naquele verão na cidade de Nova York.

#### Rumo à proficiência
Barthes passou a primeira metade da década de 1960 explorando os campos de semiologia e estruturalismo, presidindo vários cargos docentes pela França, e continuando a produzir mais integrais estudos. Muitos dos seus trabalhos desafiavam as visões tradicionais da academia sobre crítica literária e renomadas figuras da literatura. Seu pensamento não-ortodoxo levou a uma rixa bem conhecida com um professor de literatura da Sorbonne, Raymond Picard, que atacou a nova criticidade francesa (rótulo que erradamente submeteu a Barthes) por sua obscuridade e falta de respeito às tradições literárias da França. Barthes replicou em Criticismo e Verdade (1966) acusando o velho criticismo burguês de falta de atenção aos pontos finos da linguagem e ignorância seletiva em relação a teorias desafiadoras como por exemplo o Marxismo.
Por volta da segunda década dos anos 1960, Barthes já tinha estabelecido uma reputação para si. Ele viajou para os Estados Unidos e Japão, entregando uma apresentação na Universidade Johns Hopkins. Durante esse tempo, escreveu seu mais conhecido trabalho, o texto de 1967 "A morte de um autor", que à luz da crescente influência de Jacques Derrida desconstrução, seria provado ser uma obra trasicional na investigação dos fins lógicos no pensamento estruturalista.

#### Trabalho Crítico Maturo
Barthes continuou a contribuir com Phillippe Sollers para a revista de vanguarda Tel Quel, que estava desenvolvendo investigações similares às que ele perseguia em seus escritos. Em 1970, Barthes produziu o que muitos consideram seu mais prestigioso trabalho, a densa e crítica leitura de Sarrasine, de Balzac intitulada S/Z. Ao longo dos anos 1970, continuou a desenvolver a sua crítica literária; criou novos ideais de textualidade e neutralidade novelística. Em 1971, ele serviu como professor visitante na universidade de Geneva.
Em 1975, ele escreveu uma autbiografia intitulada Roland Barthes e em 1977 ele foi eleito para uma cadeira no Seminário literário do Collége de France. No mesmo ano, sua mãe, cuja tinha toda sua devoção, morreu, aos 85 anos. Eles vinham vivendo juntos a 60 anos. A perda da mulher que o criou e o cuidou foi um sério baque para Barthes. Seu último grande trabalho, Camera Lucida, é parcialmente uma dissertação sobre a natureza da fotografia e por outro lado uma meditação sobre retratos de sua mãe. O livro contém muitas reproduções de fotografias, no entanto nenhuma é de Henriette.

### Escola Prática de Estudos Avançados
Foi estagiário de pesquisa do Centro Nacional de Pesquisa Científica, na França, de 1953 a 1954 , depois pesquisador associado de 1956 a 1960 , tornou-se então chefe de trabalho na 6ª seção da Escola Prática de Altos Estudos, então diretor de estudos em 1962 – seus primeiros seminários foram sobre o tema "Inventário de sistemas contemporâneos de significado" e levam a seus Elementos de semiologia (1965) e o Sistema de moda (1967). Em 1971, foi professor visitante na Universidade de Genebra. Ocupou, também, a vaga de semiologia no Collège de France de 1977 a 1980.
Ao publicar Sur Racine ("Na raiz") em 1965, atacou os antigos críticos que analisavam a obra a partir da biografia do autor. Raymond Picard, representante da crítica universitária, responde a Roland Barthes com seu livro Nouvelle critique ou nouvelle imposture (Nova crítica ou nova impostura). Barthes responde com seu livro Crítica e Verdade. Este é o ponto de partida da discussão da nova crítica.
O início dos anos 1970, foi um período de intensa publicação, que o viu afastar-se do formalismo estruturalista e optar por uma subjetividade mais assumida, com "O império dos signos" (1970), "S/Z" (1970), "Sade, Fourier, Loyola" (1971), "Novos Ensaios Críticos" (1972), seguidos por seu Roland Barthes por Roland Barthes (1975) e seu Fragmentos de um Discurso de Amor (1977). É também o momento do reconhecimento: Tel Quel (1971) e L'Arc (1973) dedicou a ele edições especiais e uma década foi organizada em seu trabalho em Cerisy-la-Salle (1977).
Em 1974, participou de uma viagem à China com François Wahl, Philippe Sollers, Julia Kristeva e Marcelin Pleynet. Se esta visita coincidiu com um expurgo sangrento, "desencadeado à escala de todo o país pelo regime maoísta", regressou entusiasmado desta viagem. Suas notas de viagem serão publicadas em 2009 em "Diários da viagem à China".

Com a publicação em 1977 de Fragmentos de um Discurso de Amor, Barthes ganhou notoriedade midiática. Foi a época em que conheceu Hervé Guibert, com quem manteve uma relação exclusivamente epistolar:
"Ele me fez escrever um texto, Propaganda da Morte nº 0", diz Guibert. Ele deveria escrever um prefácio. Mas ele fez com que eu ficasse com ele. E para mim não foi possível. Naquela época, eu não poderia ter tido um relacionamento com um homem desses.
Em 25 de outubro de 1977, a morte da mãe, com quem morava, o afetou profundamente. No outono de 1978, iniciou o curso no College de France sobre "A preparação do romance". Foi atingido por um furgão de uma lavanderia na rua des Écoles, em Paris, a caminho do Collège de France, e em 25 de fevereiro de 1980, Barthes faleceu em decorrência deste acidente no dia 26 de março de 1980 próximo no hospital Pitié-Salpêtrière em Paris. Está sepultado ao lado da mãe, no cemitério de Urt, no País Basco.

### Vida pessoal
Barthes cantou com o barítono Charles Panzéra, a quem Gabriel Fauré dedicou seu Horizon chimère (Horizoente quimérico), um ciclo de melodias para uma só voz e piano. Toda a sua vida ele tocou piano como amador. Deixou cerca de trinta composições musicais. Philippe Sollers aborda o tema da homossexualidade de Roland Barthes em seu livro Femmes (1983), que lhe rendeu críticas de Renaud Camus em seu livro Corbeaux (2000).

## Conceitos centrais

### Michelet
Em Michelet, Barthes fala do historiador Jules Michelet publicado em 1954.

### Autor e o Scriptor
Termos utilizados para descrever diferentes formas de pensar sobre o criador do texto. Autor é o tradicional conceito de conceber uma determinada pessoa criando um trabalho de literatura ou qualquer trabalho escrito apenas pelo poder de sua imaginação. Para Barthes esta formulação não é mais viável. Os insigths possibilitados pelo pensamento moderno, incluindo os do Surrealismo, tornaram o termo obsoleto. No lugar do autor, o mundo moderno apresenta uma figura que Barthes chama de scriptor, cujo poder único é combinar textos preexistentes em novas formas.
Barthes acreditava que toda escrita se fundamenta em textos anteriores, reescrituras, normas e convenções, e que estas são as coisas às quais nos devemos voltar para entender um texto. Além disso, de forma a apontar a relativa falta de importância da biografia do autor de um determinado texto, comparado com as convenções textuais e culturais preexistentes, Barthes afirma que o escritor não tem passado, pois nasce com o texto. Ele também afirma que, na ausência da ideia de um "autor-Deus", para controlar o significado de determinado trabalho, os horizontes interpretativos estão abertos para o leitor ativo. Como Barthes declara, "a morte do autor é o nascimento do leitor".

### “A morte do autor”
"La mort de l'auteur" ("A morte do autor") foi um artigo publicado primeiramente em inglês sob o título "The Death of the Author (em língua inglesa), na Aspen Magazine (nº 5/6, 1967), depois em francês em 1968 no número 5 de a revista Mantéia, sediada em Marselha e próxima a Revista Tel Quel. O artigo foi posteriormente recolhido em "O Rumor da língua: ensaios críticos IV".  Combinado com a conferência de Michel Foucault intitulada “O que é um autor?" publicado em julho de 1969, o artigo de Barthes teve o efeito de uma bomba. Até à sua publicação, muito mais tarde e em colecções póstumas, estes dois textos foram durante muito tempo fotocopiados pelos alunos e utilizados pelos professores, tornando-se de certa forma o credo do pós-estruturalismo francês.
Ambos os textos ganharam essa popularidade sobretudo por sua oposição a dois autores do século XIX, Gustave Lanson e Sainte – Beuve, críticos dominantes nos estudos literários franceses, que davam grande importância ao conhecimento do autor no julgamento de uma obra. No entanto, para Barthes, "o autor está morto": ele afirma que "o nascimento do leitor deve ser pago com a morte do autor". Com efeito, a sua ideia é a de que o autor deve dar lugar ao leitor, que reescreve o texto para si (desde então, diz-se prontamente que tem a sua própria leitura, expressão que, aliás, denunciaThierry Maulnier: o autor não é mais o único garantidor do sentido de sua obra.
Barthes sublinha que a abordagem tradicional da crítica literária levanta um problema complexo: como saber com precisão a intenção do autor? Sua resposta é que não podemos. Ele dá como exemplo Sarrasine de Honoré de Balzac, um texto em que um homem confunde um castrato com uma mulher e se apaixona por ela. Quando o personagem (Sarrasine) elogia o que acredita ser a própria imagem da feminilidade, Barthes desafia os leitores a descobrir quem está falando sobre o quê: Balzac ou seu personagem? 
Assim, segundo Barthes, quando um autor era "consagrado", todos os seus escritos automaticamente se tornavam uma obra, incluindo correspondências, rascunhos, etc. Uma vez morto o autor, um escrito torna-se obra (ou "texto" no nosso caso) se o seu conteúdo estiver de acordo com a ideia que temos do autor. Muitos testamenteiros queimaram a correspondência de escritores famosos, pensando que poderiam manchar a imagem do falecido. Eles o fizeram por iniciativa própria ou a pedido do autor.

### Sistema da Moda
Em Système de la mode (1973) (Sistema da Moda), como em Elementos de semiologia, Roland Barthes faz muito para popularizar a noção de denotação e a de metalinguagem.
Sejam as notações E = expressão, R = relação, C = conteúdo.
Podemos ter:
- Conotação [4]

(E R1 C1) R2 C2: R1 = denotação, R2 = conotação.
ex. : Eu uso jeans rasgados para significar (conotar) que sou um punk. E = jeans; C1 = me vestir, me proteger do frio, etc. ; C2 = "Eu sou um punk".
Onde
- Metalinguagem [4]

E1 R1 (E2 R2 C): R1 = metalinguagem, R2 = linguagem-objeto
ex. : "A palavra 'gato'": E1 = "A palavra 'gato'"; E2 = "gato"; C = bola de pelo em movimento.
Em seu artigo "História e Sociologia do Vestuário" (1957), Barthes já se interessava pelo vestuário, que comparava à linguagem, usando a distinção de Ferdinand de Saussure. Assim, o traje é uma instituição social e o vestuário um ato individual.

### Mitologias
Em Mitologias (Seuil, 1957), Roland Barthes escreve:
"[…] uma de nossas principais servidões: o divórcio esmagador da mitologia e do conhecimento. A ciência segue seu caminho rápido e direto; mas as representações coletivas não seguem, estão séculos atrasadas, estagnadas no erro pelo poder, pela grande imprensa e pelos valores de ordem." 
Neste livro, ele descreve mitos tão diversos quanto o Citroën DS, a luta livre, o vinho, o rosto de Greta Garbo, as batatas fritas e o discurso colonial francês. Mas também analisa o próprio fenômeno do mito. Para ele, o mito é uma ferramenta da ideologia, realiza crenças, das quais a doxa é o sistema, no discurso: o mito é um signo. Seu significado é um ideologema, seu significante pode ser qualquer coisa: "Cada objeto no mundo pode passar de uma existência fechada e muda para um estado oral, aberto à apropriação da sociedade". 
No mito, escreve Barthes, a cadeia semiológica "significante / significado = signo" é duplicada. O mito se constitui a partir de uma cadeia preexistente: o signo da primeira cadeia torna-se o significante da segunda. Barthes dá o exemplo de uma frase que aparece como exemplo em uma gramática: é um signo composto de significante e significado, mas que se torna em seu contexto gramatical um novo significante cujo significado é "Estou aqui como exemplo de regra".
Um exemplo puramente ideológico nesta coleção é a foto de um soldado negro olhando para a bandeira nacional, onde o signo como um todo se torna o significante do mito da adesão das populações colonizadas ao Império Francês.

Em última análise, a doxa propagada pelo mito, para Barthes, é a imagem que a burguesia tem do mundo e que ela impõe ao mundo. A estratégia burguesa é encher o mundo inteiro com sua cultura e sua moral, fazendo com que as pessoas esqueçam sua própria condição histórica de classe:
"O status da burguesia é particular, histórico: o homem que ela representa será universal, eterno; […] Por fim, a ideia primária do mundo móvel perfectível produzirá a imagem invertida de uma humanidade imutável, definida por uma identidade infinitamente renovada."

### A Câmara Clara. Nota sobre fotografia
A Câmara Clara. Notas sobre a Fotografia é um livro de Roland Barthes, escrito entre o 15 de abril e 3 de junho de 1979 e publicado em 1980, em que o autor questiona a natureza da fotografia, procurando perceber se esta tem um "gênio próprio", traço que a distingue de outros meios de representação. Esta obra ecoa um período difícil que o escritor viveu após a morte de sua mãe em 25 de outubro de 1977.

### Escritos sobre o teatro
Entre 1953 e 1960, escreveu 94 textos sobre teatro, tanto críticos (“Le Prince de Hombourg au TNP”) como ensaios curtos ( Avignon, l'hiver). Esses textos são publicados em vários periódicos, como Les Lettres nouvelles ou France Observateur. O projeto de coleção, lançado no final da década de 1970 por Jean-Loup Rivière, então seu aluno, só se concretizou em 2002; "Escritos sobre o Teatro" (Écrits sur le théâtre) inclui 62 desses textos, revisados e corrigidos pelo próprio Barthes antes de sua morte em 1980, quando seu editor suspendeu o projeto.

A descoberta de Brecht e do Berliner Ensemble constitui para ele uma experiência marcante, até mesmo um ponto sem volta; ele a evoca em um texto de 1965, que abre a coleção Écrits sur le théâtre.
"Esta iluminação era um fogo: nada restava diante dos meus olhos do teatro francês; entre o Berliner e os outros teatros, eu não tinha consciência de uma diferença de grau, mas de natureza e quase de história. Daí o caráter, para mim, radical da experiência. Brecht se livrou do meu gosto por todo teatro imperfeito, e é, creio, desde então que não vou mais ao teatro."
No mesmo período, participou ativamente, notadamente com Bernard Dort, na revista Théâtre Populaire, fundada por Jean Vilar em 1953. No entanto, no final da década de 1960, Barthes deixou de ir ao teatro; se então deixasse de escrever sobre objetos espetaculares, a noção de teatralidade permaneceria no centro de sua obra. Embora tenha relutado durante muito tempo em publicar na forma de uma coletânea desses textos que considerava datados ou muito "militantes".

## Pensamento de Barthes
Pensamento inicial
As primeiras ideias de Barthes reagiram à tendência da filosofia existencialista que se destacou na França durante a década de 1940, especificamente à figura de proa do existencialismo, Jean-Paul Sartre. O que é literatura? de Sartre (1947) expressa um desencanto tanto com formas estabelecidas de escrita quanto com formas mais experimentais, de vanguarda, que ele sente alienar os leitores. A resposta de Barthes foi tentar descobrir o que pode ser considerado único e original na escrita. Por escrito Grau Zero (1953), Barthes argumenta que as convenções informam tanto a linguagem quanto o estilo, não tornando nenhum deles puramente criativo. Em vez disso, a forma, ou o que Barthes chama de "escrita" (a maneira específica que um indivíduo escolhe para manipular convenções de estilo para um efeito desejado), é o ato único e criativo. No entanto, a forma de um escritor é vulnerável a se tornar uma convenção, uma vez que tenha sido disponibilizada ao público. Isso significa que a criatividade é um processo contínuo de mudança e reação contínuas.
Em Michelet, uma análise crítica do historiador francês Jules Michelet, Barthes desenvolveu essas noções, aplicando-as a uma gama mais ampla de campos. Ele argumentou que as visões de história e sociedade de Michelet são obviamente falhas. Ao estudar seus escritos, continuou ele, não se deve procurar aprender com as afirmações de Michelet; em vez disso, deve-se manter uma distância crítica e aprender com seus erros, pois entender como e por que seu pensamento é falho mostrará mais sobre seu período da história do que suas próprias observações. Da mesma forma, Barthes sentiu que a vanguarda da escrita deve ser elogiada por manter exatamente essa distância entre sua audiência e ela mesma. Ao apresentar uma artificialidade óbvia em vez de reivindicar grandes verdades subjetivas, argumentou Barthes, os escritores de vanguarda garantem que seu público mantenha uma perspectiva objetiva. Nesse sentido, Barthes acreditava que a arte deveria ser crítica e interrogar o mundo, ao invés de tentar explicá-lo, como havia feito Michelet.
Semiótica e mito
As muitas contribuições mensais de Barthes, coletadas em suas Mitologias (1957), frequentemente interrogavam materiais culturais específicos para expor como a sociedade burguesa afirmava seus valores por meio deles. Por exemplo, Barthes citou a representação do vinho na sociedade francesa. Sua descrição como um hábito robusto e saudável é um ideal burguês que é contrariado por certas realidades (ie, que o vinho pode ser insalubre e inebriante).
Ele encontrou a semiótica, o estudo dos signos, útil nessas interrogações. Ele desenvolveu uma teoria dos sinais para demonstrar essa decepção percebida. Ele sugeriu que a construção dos mitos resulta em dois níveis de significação: a "linguagem-objeto", um sistema linguístico de primeira ordem; e a "metalinguagem", o sistema de segunda ordem que transmite o mito. A primeira diz respeito ao significado literal ou explícito das coisas, enquanto a segunda é composta pela linguagem usada para falar sobre a primeira ordem. Barthes explicou que esses mitos culturais burgueses eram "sinais de segunda ordem", ou "conotações". Uma imagem de uma garrafa cheia e escura é um significante que se refere a um significado específico: uma bebida alcoólica fermentada. No entanto, a burguesia o relaciona com um novo significado: a ideia de experiência saudável, robusta e relaxante.
As motivações para tais manipulações variam, desde o desejo de vender produtos até o simples desejo de manter o status quo . Esses insights alinharam Barthes com a teoria marxista semelhante. Barthes usou o termo "mito" ao analisar a cultura popular e consumista da França do pós-guerra para revelar que "os objetos eram organizados em relações significativas por meio de narrativas que expressavam valores culturais coletivos".
Em O sistema da moda Barthes mostrou como essa adulteração de signos poderia ser facilmente traduzida em palavras. Neste trabalho, ele explicou como no mundo da moda qualquer palavra poderia ser carregada com ênfase idealista burguesa. Assim, se a moda popular diz que uma 'blusa' é ideal para uma determinada situação ou conjunto, essa ideia é imediatamente naturalizada e aceita como verdade, ainda que o próprio signo possa ser facilmente intercambiável com 'saia', 'veste' ou qualquer número de combinações. No final das mitologias de Barthes foi absorvido pela cultura burguesa, pois encontrou muitos terceiros pedindo-lhe para comentar um determinado fenômeno cultural, interessados em seu controle sobre seus leitores. Essa reviravolta o levou a questionar a utilidade geral de desmistificar a cultura para as massas, pensando que poderia ser uma tentativa infrutífera, e o levou a aprofundar sua busca por um significado individualista na arte.
Estruturalismo e seus limites
À medida que o trabalho de Barthes com o estruturalismo começou a florescer na época de seus debates com Picard, sua investigação da estrutura concentrou-se em revelar a importância da linguagem na escrita, que ele sentia ter sido ignorada pela crítica antiga. A "Introdução à Análise Estrutural da Narrativa" de Barthes  preocupa-se em examinar a correspondência entre a estrutura de uma frase e a de uma narrativa maior, permitindo assim que a narrativa seja vista ao longo da linguagem linguística.
Barthes dividiu esse trabalho em três níveis hierárquicos: 'funções', 'ações' e 'narrativa'. 'Funções' são as peças elementares de uma obra, como uma única palavra descritiva que pode ser usada para identificar um personagem. Esse personagem seria uma 'ação' e, consequentemente, um dos elementos que compõem a narrativa. Barthes foi capaz de usar essas distinções para avaliar como certas 'funções' chave funcionam na formação de caracteres. Por exemplo, palavras-chave como 'sombrio', 'misterioso' e 'estranho', quando integradas, formulam um tipo específico de personagem ou 'ação'. Ao decompor a obra em tais distinções fundamentais, Barthes foi capaz de julgar o grau de realismo que determinadas funções têm na formação de suas ações e, consequentemente, com que autenticidade se pode dizer que uma narrativa reflete sobre a realidade. Assim, sua teorização estruturalista tornou-se mais um exercício em suas tentativas contínuas de dissecar e expor os mecanismos enganosos decultura burguesa.
Embora Barthes considerasse o estruturalismo uma ferramenta útil e acreditasse que o discurso da literatura pudesse ser formalizado, ele não acreditava que pudesse se tornar um esforço científico estrito. No final da década de 1960, movimentos radicais estavam ocorrendo na crítica literária. O movimento pós-estruturalista e o desconstrucionismo de Jacques Derrida estavam testando os limites da teoria estruturalista que a obra de Barthes exemplificava. Derrida identificou a falha do estruturalismo como sua confiança em um significante transcendental; um símbolo de significado constante e universal seria essencial como ponto de orientação em um sistema tão fechado. Isso quer dizer que sem algum padrão regular de medição, um sistema de crítica que não faz referência a nada fora do próprio trabalho em si nunca poderia ser útil. Mas como não há símbolos de significado constante e universal, toda a premissa do estruturalismo como meio de avaliar a escrita (ou qualquer coisa) é vazia.
Transição
Tal pensamento levou Barthes a considerar as limitações não apenas dos signos e símbolos, mas também da dependência da cultura ocidental de crenças de constância e padrões últimos. Ele viajou para o Japão em 1966, onde escreveu O império dos signos (publicado em 1970), uma meditação sobre o contentamento da cultura japonesa na ausência de uma busca por um significante transcendental.
Ele observa que no Japão não há ênfase em um grande ponto de foco para julgar todos os outros padrões, descrevendo o centro de Tóquio, o Palácio do Imperador, não como uma grande entidade autoritária, mas uma presença silenciosa e indescritível, evitada e desconsiderada. Como tal, Barthes reflete sobre a capacidade dos signos no Japão existirem por mérito próprio, mantendo apenas o significado naturalmente imbuídos de seus significantes. Tal sociedade contrasta muito com a que ele dissecou em Mitologias, que se revelou estar sempre afirmando um significado maior e mais complexo em cima do natural.
Na esteira dessa viagem, Barthes escreveu o que é amplamente considerado sua obra mais conhecida, o ensaio " A morte do autor" (1968). Barthes via a noção de autor, ou autoridade autoral, na crítica do texto literário como a projeção forçada de um sentido último do texto. Ao imaginar um significado final pretendido de um pedaço de literatura, pode-se inferir uma explicação final para ele. Mas Barthes aponta que a grande proliferação de significado na linguagem e o estado incognoscível da mente do autor tornam impossível qualquer realização final. Como tal, toda a noção de 'texto cognoscível' age como pouco mais do que outra ilusão da cultura da burguesia ocidental. De fato, a ideia de dar a um livro ou poema um fim último coincide com a ideia de torná-lo consumível, algo que pode ser usado e substituído em um mercado capitalista. "A Morte do autor" é considerada uma obra pós-estruturalista, uma vez que ultrapassa as convenções de tentar quantificar a literatura, mas outros a veem como mais uma fase de transição para Barthes em seu esforço contínuo para encontrar significado na cultura fora das normas burguesas. De fato, a noção de que o autor é irrelevante já era um fator do pensamento estruturalista.
Textualidade e S/Z
Uma vez que Barthes afirma que não pode haver nenhuma âncora originária de sentido nas possíveis intenções do autor, ele considera que outras fontes de sentido ou significância podem ser encontradas na literatura. Ele conclui que, como o significado não pode vir do autor, ele deve ser ativamente criado pelo leitor por meio de um processo de análise textual. Em seu S/Z (1970), Barthes aplica essa noção em uma análise de Sarrasine, novela de Balzac.
O resultado foi uma leitura que estabeleceu cinco códigos principais para determinar vários tipos de significação, com inúmeras lexias ao longo do texto – uma "lexia" aqui sendo definida como uma unidade do texto escolhida arbitrariamente (para permanecer metodologicamente imparcial quanto possível) para posterior análise. Os códigos o levaram a definir a história como tendo uma capacidade de pluralidade de significados, limitada por sua dependência de elementos estritamente sequenciais (como uma linha do tempo definida que deve ser seguida pelo leitor e, assim, restringe sua liberdade de análise).
A partir deste projeto Barthes conclui que um texto ideal é aquele que é reversível, ou seja, aberto à maior variedade de interpretações independentes e não restritivo no sentido. Um texto pode ser reversível evitando os dispositivos restritivos que Sarrasine sofreram com cronogramas estritos e definições exatas de eventos. Ele descreve isso como a diferença entre o texto escriturístico, em que o leitor é ativo em um processo criativo, e um texto leitor, no qual se restringe apenas à leitura. O projeto ajudou Barthes a identificar o que ele buscava na literatura: uma abertura para a interpretação.
Escrita neutra e novelística
No final da década de 1970, Barthes estava cada vez mais preocupado com o conflito de dois tipos de linguagem: a da cultura popular, que ele via como limitante e rotulante em seus títulos e descrições, e a neutra, que ele via como aberta e evasiva. Ele chamou esses dois modos conflitantes de Doxa os sistemas oficiais e não reconhecidos de significado pelos quais conhecemos a cultura) e Para-doxa . Embora Barthes tenha simpatizado com o pensamento marxista no passado (ou pelo menos com críticas paralelas), ele sentiu que, apesar de sua postura anti-ideológica, a teoria marxista era tão culpada de usar linguagem violenta com significados assertivos quanto literatura burguesa.
Desta forma, ambos eram Doxa e ambos culturalmente assimiladores. Como reação a isso, ele escreveu O prazer do texto (1975), um estudo que se concentrou em um assunto que ele sentia estar igualmente fora do reino tanto da sociedade conservadora quanto do pensamento militante esquerdista:o hedonismo . Ao escrever sobre um assunto que foi rejeitado por ambos os extremos sociais do pensamento, Barthes sentiu que poderia evitar os perigos da linguagem limitante da Doxa. A teoria que desenvolveu a partir desse foco afirmava que, enquanto ler por prazer é uma espécie de ato social, por meio do qual o leitor se expõe às ideias do escritor, o clímax catártico final dessa leitura prazerosa, que ele denominou de êxtase na leitura ou gozo, é um ponto em que se perde no texto. Essa perda de si dentro do texto ou imersão no texto, significa um impacto final da leitura que se experimenta fora do âmbito social e livre da influência da linguagem culturalmente associativa e, portanto, neutra em relação ao progresso social.
Apesar dessa nova teoria da leitura, Barthes continuava preocupado com a dificuldade de alcançar uma escrita verdadeiramente neutra, o que exigia evitar quaisquer rótulos que pudessem carregar um significado implícito ou identidade em relação a um determinado objeto. Mesmo a escrita neutra cuidadosamente elaborada pode ser tomada em um contexto assertivo por meio do uso incidental de uma palavra com um contexto social carregado.
Barthes sentiu que seus trabalhos anteriores, como na obra "Mitologias", sofreram com isso. Ele se interessou em encontrar o melhor método para criar uma escrita neutra e decidiu tentar criar uma forma romanesca de retórica que não procurasse impor seu significado ao leitor. Um produto dessa empreitada foi Discurso de um amante: fragmentos em 1977, no qual apresenta as reflexões ficcionalizadas de um amante que busca se identificar e ser identificado por um outro amoroso anônimo. A busca do amante não correspondido por sinais para mostrar e receber amor torna evidentes os mitos ilusórios envolvidos em tal busca. As tentativas do amante de se afirmar em uma realidade falsa e ideal estão envolvidas em um delírio que expõe a lógica contraditória inerente a tal busca. No entanto, ao mesmo tempo, o personagem romancista é simpático e, portanto, aberto não apenas à crítica, mas também à compreensão do leitor. O resultado é um que desafia a visão do leitor sobre as construções sociais do amor, sem tentar afirmar qualquer teoria definitiva do significado.
Mente e corpo
Barthes também tentou reinterpretar a teoria do dualismo mente-corpo. Como Friedrich Nietzsche e Levinas, ele também se inspirou nas tradições filosóficas orientais em sua crítica da cultura europeia como "infectada" pela metafísica ocidental. Sua teoria do corpo enfatizou a formação do eu através do cultivo corporal. A teoria, que também é descrita como entidade ético-política, considera a ideia de corpo como aquela que funciona como uma "palavra da moda" que dá a ilusão de um discurso fundamentado. Esta teoria influenciou o trabalho de outros pensadores como Jerome Bel.
Fotografia e Henriette Barthes
Ao longo de sua carreira, Barthes se interessou pela fotografia e seu potencial para comunicar eventos reais. Muitos de seus artigos mensais sobre mitos nos anos 1950 tentaram mostrar como uma imagem fotográfica poderia representar significados implícitos e, assim, ser usada pela cultura burguesa para inferir "verdades naturalistas". Mas ele ainda considerava a fotografia um potencial único para apresentar uma representação completamente real do mundo. Quando sua mãe, Henriette Barthes, morreu em 1977, ele começou a escrever Camera Lucida como uma tentativa de explicar o significado único que uma foto dela quando criança carregava para ele.
Refletindo sobre a relação entre o significado simbólico óbvio de uma fotografia (que ele chamava de studium) e aquilo que é puramente pessoal e dependente do indivíduo, aquilo que "perfura o observador" (que ele chamava de punctum), Barthes se preocupava com o fato de que tais distinções desmoronam quando o significado pessoal é comunicado a outros e pode ter sua lógica simbólica racionalizada.
Barthes encontrou a solução para essa linha tênue de significado pessoal na forma da foto de sua mãe. Barthes explicou que uma imagem cria uma falsidade na ilusão de 'o que é', onde 'o que era' seria uma descrição mais precisa. Como se tornara físico com a morte de Henriette Barthes, sua fotografia de infância é evidência de 'o que deixou de ser'. Em vez de tornar a realidade sólida, ela nos lembra da natureza em constante mudança do mundo. Por isso, há algo de singularmente pessoal contido na fotografia da mãe de Barthes que não pode ser retirado de seu estado subjetivo: o sentimento recorrente de perda experimentado sempre que ele a olha. Como um de seus trabalhos finais antes de sua morte, Camera Lucida foi tanto uma reflexão contínua sobre as complicadas relações entre subjetividade, significado e sociedade cultural quanto uma comovente dedicação à sua mãe e descrição da profundidade de seu luto.
Publicações póstumas
Uma coleção póstuma de ensaios foi publicada em 1987 por François Wahl, Incidentes. Contém fragmentos de seus diários: suas Soirées de Paris (um extrato de 1979 de seu diário erótico da vida em Paris); um diário anterior que ele mantinha que detalhava explicitamente seu pagamento por sexo no Marrocos; e Light of the Sud Ouest (suas memórias de infância da vida rural francesa). Em novembro de 2007, a Yale University Press publicou uma nova tradução para o inglês (por Richard Howard) da obra pouco conhecida de Barthes, What is Sport. Este trabalho tem uma considerável semelhança com Mythologies e foi originalmente encomendado pela Canadian Broadcasting Corporation como texto para um documentário dirigido por Hubert Aquin.
Em fevereiro de 2009,  publicou Jornal da Manhã, com base nos arquivos de Barthes escritos de 26 de novembro de 1977 (o dia seguinte à morte de sua mãe) até 15 de setembro de 1979, notas íntimas sobre sua terrível perda "A (impressionante, mas não dolorosa) ideia de que ela não tinha sido tudo para mim. Caso contrário, eu nunca teria escrito uma obra. Desde que cuidei dela por seis meses, ela realmente se tornou tudo para mim, e eu esqueci totalmente de ter escrito qualquer coisa. Eu não era nada mais do que irremediavelmente dela. Antes ela se fazia transparente para que eu pudesse escrever... Mistura de papéis. Durante meses eu tinha sido sua mãe. Senti como se tivesse perdido uma filha."
Ele lamentou a morte da mãe pelo resto da vida: "Não diga luto. É psicanalítico demais. Não estou de luto. Estou sofrendo". e "No canto do meu quarto onde ela estava acamada, onde ela morreu e onde eu agora durmo, na parede onde sua cabeceira estava encostada eu pendurei um ícone – não por fé. E eu sempre coloco algumas flores uma mesa. Não quero mais viajar para ficar aqui e evitar que as flores murchem.
Em 2012 foi publicado o livro Travels in China (Viagens à China). Consiste em suas anotações de uma viagem de três semanas à China que ele realizou com um grupo do jornal literário Tel Quel em 1974. A experiência o deixou um pouco desapontado, pois ele achou a China "nada exótica, nem um pouco desorientadora".

## Obras
Portugal
- Aventura Semiológica. Almedina. ISBN 0010871470
- Escrever... Pra Que? Para Quem??. Edições 70
- Sade, Fourier, Loiola. Edições 70 (1979) ISBN 9724416186
- Linguística e Literatura. Edições 70 (1980) ISBN 9724404242
- Grão da Voz.   Edições 70 (1982) ISBN 9789724403274
- O Rumor da Língua.  Edições 70 (1987) ISBN 9724406172
- O Prazer do Texto. Edições 70 (1998) ISBN 9724405729
- S/Z.  Edições 70 (1999) ISBN 972441020X
- O sistema da moda. Edições 70 (1999)  ISBN 9724410306
- O Grau Zero da Escrita. Edições 70 (2006) ISBN 9724413101
- A Câmara Clara.  Edições 70 (2006) ISBN 9724413497
- Fragmentos de um Discurso Amoroso.  Edições 70 (2006) ISBN 9724413187
- Lição. Edições 70 (2007) ISBN 972441339X
- Crítica e Verdade.  Edições 70 (2007) ISBN 9724401545
- Elementos da Semiologia.  Edições 70 (2007) ISBN 9724402177
- Mitologias.  Edições 70 (2007) ISBN 972441292X
- Ensaios Críticos.  Edições 70 (2009) ISBN 9724415767
- Óbvio e Obtuso.  Edições 70 (2009) ISBN 9724415759
- O sistema da moda. Edições 70 (1999) ISBN 9724410306

Brasil
- Língua, Discurso e Sociedade. Global Universitária. ISBN 8526003984 (Júlia Kristeva e Iakobson)
- Racine. LPM (1987) ISBN 8525401390
- Óbvio e Obtuso.  Nova Fronteira  (1990) ISBN 852090243X
- Michelet. Cia das Letras (1991)) ISBN 8571641552
- S/Z.  Nova Fronteira (1992) ISBN 8520903347
- Elementos da Semiologia.  Cultrix  (1996) ISBN 8531601428
- A Câmara Clara.  Nova Fronteira (2000) ISBN 8520904807
- O Prazer do Texto. Perspectiva (2002) ISBN 8527300915
- Fragmentos de um Discurso Amoroso.  Martins Editora (2003) ISBN 8533617895
- O Neutro. Martins (2003) ISBN 8533619189
- Como Viver Junto.  Martins Fontes  (2003) ISBN 8533619197
- Mitologias.  Difel (2003) ISBN 857432048X
- Roland Barthes por Roland Barthes. Estação Liberdade (2003) ISBN 8574480754
- O Rumor da Língua.  Martins Fontes (2004) ISBN 8533619863
- Grão da Voz.   Martins Fontes (2004) ISBN 8533619936
- Incidente. Martins Editora (2004) ISBN 8533620454
- O Grau Zero da Escrita. Martins Fontes (2004) ISBN 8533619618
- Inéditos. IV volumes. Martins Editora (2004) - (2005) ISBN 8533620195
- Escritos Sobre o Teatro. Martins Fontes (2007) ISBN 8533623518
- Império dos Signos. Martins Fontes (2007)  ‘’ ISBN 8560156410
- Aventura Semiológica.  Martins (2008) ISBN 8533614306
- Análise Estrutural da Narrativa. Vozes (2008) ISBN 8532636691 (Greimas, Todorov, Eco...)
- A Preparação do Romance. II Volumes - (2005)  ISBN 8533622007
- Sade, Fourier, Loiola. Martins Fontes (2005) ISBN 8533620780
- Sobre Racine. Martins Fontes (2008) ISBN 857827038X
- Crítica e Verdade. Perspectiva (2009) ISBN 8527302012
- Sistema da Moda. Martins Fontes (2009) ISBN 857827055X

Em francês
- Le degré zéro de l'écriture, 1953
- Michelet, 1954
- Mythologies, 1957 (Mitologías)
- Sur Racine, 1963 (Sobre Racine)
- Essais critiques, 1964
- La Tour Eiffel, 1964
- Elements de sémiologie, 1965
- Critique et vérité, 1966
- Le système de la mode, 1967
- S/Z, 1970
- L'Empire des signes, 1970
- Sade, Fourier, Loyola, 1971
- Nouveaux essais critiques, 1972
- Le plaisir du texte, 1973 (O Prazer do Texto)
- Roland Barthes, par lui même, 1975 (Roland Barthes por Roland Barthes)
- Fragments d'un discours amoureux, 1977 (Fragmentos de um discurso amoroso)
- Leçon, 1978
- Sollers écrivain, 1979
- La chambre claire, 1980
- Le grain de la voix, 1981
- L'obvie et l'obtus, 1982
- Le bruissement de la langue, 1984
- L'aventure sémiologique, 1985
- Incidents, 1987
- Œuvres complètes, 1993 e ss.
- Comment vivre ensemble, Seuil, 2002, curso
- Le neutre, Seuil, 2002 curso 1977–1978
- La préparation du roman, I et II, Seuil, 2003, curso
- Le discours amoureux. Séminaire, Seuil, 2007, curso

Traduções ao espanhol
- EL SUSURRO DEL LENGUAJE MAS ALLA DE LA PALABRA Y LA ESCRITURA. PAIDOS IBERICA', 1994
- LA CAMARA LUCIDA. NOTA SOBRE LA FOTOGRAFIA. PAIDOS IBERICA, 1995.
- SADE, FOURIER, LOYOLA. CATEDRA , 1997
- LA TORRE EIFFEL: TEXTOS SOBRE LA IMAGEN. PAIDOS IBERICA, 2001
- Variaciones sobre literatura, Paidós, 2002; extraído de las Œuvres complètes
- VARIACIONES SOBRE LA ESCRITURA. PAIDOS IBERICA , 2002
- ENSAYOS CRITICOS. EDITORIAL SEIX BARRAL, S.A., 2002
- COMO VIVIR JUNTOS: SIMULACIONES NOVELESCAS DE ALGUNOS ESPACIOS COTIDIANOS (NOTAS DE CURSOS Y SEMINARIOS EN EL COLLEGE DE FRANCE). SIGLO XXI ARGENTINA , 2003
- EL SISTEMA DE LA MODA Y OTROS ESCRITOS. PAIDOS IBERICA, 2003
- EL PLACER DEL TEXTO Y LECCION INAUGURAL. SIGLO XXI ARGENTINA , 2003
- FRAGMENTOS DE UN DISCURSO AMOROSO. SIGLO XXI ARGENTINA , 2003
- ROLAND BARTHES POR ROLAND BARTHES, PAIDOS IBERICA, 2004
- LO NEUTRO. SIGLO XXI , 2004
- S/Z. SIGLO XXI ARGENTINA , 2004
- CRITICA Y VERDAD. SIGLO XXI, 2005.
- MICHELET. F.C.E., 2005
- EL GRADO CERO DE LA ESCRITURA; SEGUIDO DE: NUEVOS ENSAYOS CRITICOS. SIGLO XXI, S.A. (MELISA) JERIAS DEL LIBRO, 2005
- EL GRANO DE LA VOZ: ENTREVISTAS 1962-1980. SIGLO XXI ARGENTINA, 2005
- LA PREPARACION DE LA NOVELA: NOTAS DE CURSOS Y SEMINARIOS EN EL COLLEGE DE FRANCE, 1978-1979 Y 1979-1980. SIGLO XXI ARGENTINA, 2005
- EL IMPERIO DE LOS SIGNOS. SEIX BARRAL, 2007
- Del deporte y los hombres, Paidós, 2008, recuperación de un programa de TV
- Journal de deuil, Seuil, 2009; Diario de duelo, Paidós, 2009.
- DIARIO DE DUELO. PAIDOS IBERICA, 2009
- EL SUSURRO DEL LENGUAJE: MAS ALLA DE LA  PALABRA Y LA ESCRITURA. PAIDOS IBERICA , 2009
- ESCRITOS SOBRE EL TEATRO. PAIDOS IBERICA, 2009
- LA AVENTURA SEMIOLOGICA. PAIDOS IBERICA, 2009
- LO OBVIO Y LO OBTUSO: IMAGENES, GESTOS Y VOCES. PAIDOS IBERICA, 2009
- DIARIO DE MI VIAJE A CHINA. PAIDOS IBERICA, 2010

Traduções ao inglês
- A Barthes Reader (1982), Hill and Wang, New York.
- Camera Lucida: Reflections on Photography]] (1981), Hill and Wang:New York.
- Criticism and Truth (1987), The Athlone Pr.:London.
- The Eiffel Tower, and other mythologies (1997), University of California Press:Berkeley.
- Elements of Semiology (1968), Hill and Wang:New York.
- The Fashion system [Systeme de la mode] (1967), University of California Press:Berkeley.
- The Grain of the Voice : interviews 1962-1980 (1985), Jonathan Cape: London.
- Image, Music, Text (1977), Hill and Wang:New York.
- Incidents (1992), University of California Press:Berkeley.
- The Language of Fashion (2006), Sydney:Power Publications.
- A Lover's Discourse : Fragments (1990), Penguin Books:London.
- Michelet (1987), B.Blackwell:Oxford.
- Mourning Diary (2010, forthcoming), Hill and Wang:New York.
- Mythologies (1972), Hill and Wang:New York.
- The Neutral: Lecture Course at the Collège de France (1977-1978) (2005), Columbia University Press:New York.
- New Critical Essays (1990), University of California Press:Berkeley.
- On Racine (1992), University of California Press:Berkeley
- The Pleasure of the Text (1975), Hill and Wang:New York.
- The Preparation of the Novel: Lecture Course at the Collège de France (1978-1979) (2010, forthcoming), Columbia University Press:New York.
- The Responsibility of Forms : Critical essays on music, art, and representation (1985), Basil Blackwell:Oxford.
- Roland Barthes (1988), Macmillan Pr.:London.
- The Rustle of Language (1986), B.Blackwell:Oxford.
- Sade, Fourier, Loyola (1976), Farrar, Straus and Giroux: New York.
- The Semiotic Challenge (1994), University of California Press: Berkeley.
- What Is Sport (2007), Yale University Press: London and New Haven
- Writer Sollers (1987), University of Minnesota Press:Minneapolis.
- Writing Degree Zero (1968), Hill and Wang:New York.

### Artigos (língua francesa)
- Fontanari Rodrigo, 2022, «Barthes (Roland)» Publictionnaire. Dictionnaire encyclopédique et critique des publics.
- Patrick Cabanel, «Roland Barthes», in Patrick Cabanel et André Encrevé (dir.), Dictionnaire biographique des protestants français de 1787 à nos jours, t. 1, A-C, Paris, Paris Max Chaleil, 2015, p. 176-178 (ISBN 978-2846211901)
- Normand Corbeil, Roland Barthes et nous, Le Devoir, Montréal, 14 avril 1980, p. 5
- Vittorio Frigerio, «Comment faire du neuf avec du vieux. Barthes, Dumas et les aléas du code culturel» [archive], Fabula. La recherche en littérature, 2000
- Jean-Marc Mandosio, «Naissance d'un stéréotype: Roland Barthes», La Nouvelle Revue française, 589, 2009
- Philippe Sollers, «R.B. [archive]», Tel quel, 47, 1971
- Dossier «Roland Barthes après Roland Barthes [archive]», Rue Descartes, 34, 2001,130 p.

## Nota
É interessante ressaltar que o autor passou por uma virada em sua teoria. Em um trecho de um livro editado em 1994 (Oeuveres Completes), ele comenta sobre a tarefa exaustiva dos estruturalistas em homogeneizar e categorizar as coisas, fazendo isso, inclusive, com um dos seus objetos de estudo, que era o texto. Por isso, Barthes é considerado um estudioso que recontextualizou sua teoria, aderindo aos estudos que podem ser considerados como pós-estruturalistas, os quais levam em consideração o sujeito e a história.